# Dircenna klugii
Espèce
Dircenna klugii est un insecte lépidoptère  de la famille des Nymphalidae, de la sous-famille des Danainae et du genre Dircenna.

## Dénomination
Dircenna klugii a été décrit par Carl Geyer  en 1837 sous le nom initial de Ceratinia klugii.

### Sous-espèces
- Dircenna klugii klugii; présent dans le sud du Mexique.
- Dircenna  klugii ssp; présent au Costa Rica[1].

### Nom vernaculaire
Dircenna klugii se nomme Klug’s Clearwing en anglais.

## Description
Dircenna klugii est un papillon d'une envergure de 73 mm à 83 mm au corps à abdomen mince, aux longues antennes orange, aux ailes à apex arrondi avec les ailes antérieures beaucoup plus longues que les ailes postérieures et à bord interne très concave. Les ailes sont translucides plus ou moins colorées d'oorange, finement veinées et bordées de marron.

## Biologie
Dircenna klugii vole toute l'année en Amérique Centrale.

### Plantes hôtes
Les plantes hôtes de sa chenille sont diverses Solanum.

## Écologie et distribution
Dircenna klugii est présent dans le sud du Mexique, au Costa Rica et jusqu'à Panama,. C'est un rare migrateur dans le sud du Texas.

### Biotope
Dircenna klugii réside principalement en forêt tropicale.

### Protection
Pas de statut de protection particulier.